# Jeux bolivariens de 1938
Navigation
Édition suivante
Les Jeux bolivariens de 1938 sont la première édition des Jeux bolivariens et se déroulent à Bogota, en Colombie. Les six nations ayant été libérées des Espagnols par Simón Bolívar y participent. La compétition se déroule à Bogota, la capitale colombienne célébrant ses 400 ans et en honneur à la Colombie qui est l'initiatrice de ces Jeux.

## Tableau des médailles
- Pays organisateur

| Rang  | Nation    | Or | Argent | Bronze | Total |
| ----- | --------- | -- | ------ | ------ | ----- |
| 1     | Pérou     | 26 | 22     | 27     | 75    |
| 2     | Équateur  | 23 | 20     | 15     | 58    |
| 3     | Colombie  | 19 | 26     | 21     | 66    |
| 4     | Venezuela | 10 | 7      | 4      | 21    |
| 5     | Panama    | 3  | 7      | 4      | 13    |
| 6     | Bolivie   | 3  | 1      | 6      | 10    |
| Total | Total     | 84 | 83     | 66     | 233   |